# ماریام قازارنچیان
ماریام هاکوبی قازارنچیان (ارمنی: Մարիամ Հակոբի Ղազանչյան؛ انگلیسی: Mariam Ghazanchyan؛ ۱۶ فوریهٔ ۱۹۸۶) یک بازیگر اهل ارمنستان است. وی از سال میلادی تا کنون فعالیت می‌کند.

## زندگی‌نامه
وی در ۱۶ فوریه ۱۹۸۶ در ایروان به دنیا آمد هاکوب قازانچیان پدر وی می‌باشد. وی از انستیتو دولتی سینما و تئاتر ایروان (۲۰۰۷) فارغ‌التحصیل شد. وی در تئاتر مخاطبان نوجوان (۲۰۰۵) فعالیت کرده است. وی همچنین برندهٔ جوایزی همچون جوایز آرتاوازد شده است.

## یادداشت
1. ↑  Yerevan State Youth Theatre
2. ↑  ՀԹԳՄ «Արտավազդ» մրցանակ